# Gare de La Garenne-Colombes
Pour les articles homonymes, voir Gare de Colombes (homonymie).
La gare de La Garenne-Colombes, anciennement La Garenne-Bezons, est une gare ferroviaire française des lignes de Paris-Saint-Lazare au Havre et de Paris-Saint-Lazare à Saint-Germain-en-Laye. Elle est en grande partie située sur le territoire de la commune de Colombes, à la limite de la commune de La Garenne-Colombes, d'où se situe l'entrée principale de la gare rue de l'arrivée, dans le département des Hauts-de-Seine en région Île-de-France.
Une première gare, dite Colombes-Embranchement, est ouverte en 1837 à l'ouest du pont de Charlebourg. En 1887, le service des voyageurs est déplacé à l'est du pont dans une nouvelle gare dite La Garenne-Bezons, qui est renommée La Garenne-Colombes en 1985.
Cette gare SNCF Transilien est desservie par des trains de la ligne L du Transilien. Elle est en correspondance à distance avec la ligne 2 du tramway d'Île-de-France à la station Charlebourg.

## Situation ferroviaire
Établie à 37 mètres d'altitude, la gare de La Garenne-Colombes est située au point kilométrique (PK) 8,154 de la ligne de Paris-Saint-Lazare au Havre, entre les gares d'Asnières-sur-Seine et de Houilles - Carrières-sur-Seine.
Elle est également située au PK 8,154 de la ligne de Paris-Saint-Lazare à Saint-Germain-en-Laye, entre les gares des Vallées et de Nanterre-Université.

## Histoire

### Arrivée du chemin de fer à Colombes
Au début des années 1830, Colombes est une commune rurale principalement composée de « terres labourables, de prés, de vignes, de bois de taillis ». Elle comporte un bourg et compte 1 700 habitants. Son conseil municipal ne fait ni remarques ni objections lors de l'enquête publique réalisée pour la mise en chantier de la ligne de Paris à Saint-Germain qui doit traverser le territoire de la commune. Ce n'est qu'après l'ouverture des travaux que les élus et la population en découvrent les inconvénients et notamment les coupures de voies nécessaires aux habitants. En 1937, c'est le chemin des carrières qui est coupé ; le maire réagit en faisant arrêter les travaux et en adressant une réclamation au préfet qui le déboute du fait qu'il n'avait pas fait de réclamations lors de l'enquête. D'autres frictions comme des vols de raisins et des dépôts de matériaux sur des terrains privés rendent difficiles les relations avec la Compagnie.
Le 24 août 1837, la ligne est inaugurée ; elle est mise en service le 26 août, sans que la commune ne dispose d'un point d'arrêt. Le conseil municipal, rapidement conscient de l'intérêt d'avoir une halte pour desservir la commune, dépose une demande officielle en 1838. Mais la réponse de la compagnie, un courrier d'Émile Pereire, est négative car cela « présente des inconvénients pour la marche des convois... ».

### Gare de Colombes-Embranchement
La gare de Colombes-Embranchement, construite en 1843, est ouverte aux marchandises et aux voyageurs. Elle est située du côté nord des voies et à l'ouest du pont de Charlebourg, avec un accès par la rue du Débarcadère.
Elle est fermée en 1887 au service des voyageurs puis ce service est déplacé dans une nouvelle gare située à l'est, de l'autre côté du pont de Charlebourg.
Elle est ouverte au service des marchandises jusqu'en 1991.

### Gare de La Garenne-Bezons
La compagnie des chemins de fer de l'Ouest, le 1er juillet 1887, ouvre au service la gare de La Garenne-Bezons qui remplace, pour le service des voyageurs, la gare de Colombes-Embranchement. Elle est inaugurée le 13 juillet. Sa desserte est effectuée uniquement par les trains de la ligne de Paris-Saint-Lazare à Saint-Germain-en-Laye qui marquent également l'arrêt pour la sécurité. Les trains de grandes lignes assurant la relation Paris – Le Havre ne la desservent pas. La gare et son bâtiment voyageurs sont inaugurés le 13 juillet. En 1893, la fonction de la gare évolue, la compagnie de l'Ouest ayant décidé qu'elle devient une « gare de transit pour les voyageurs entre la ligne de Saint-Germain et celle de Normandie ». Elle est donc ouverte à la desserte par les trains de grandes lignes pour éviter à nombre de voyageurs d'aller jusqu'à Paris pour revenir en banlieue ouest.

La gare dans les années 1900-1920
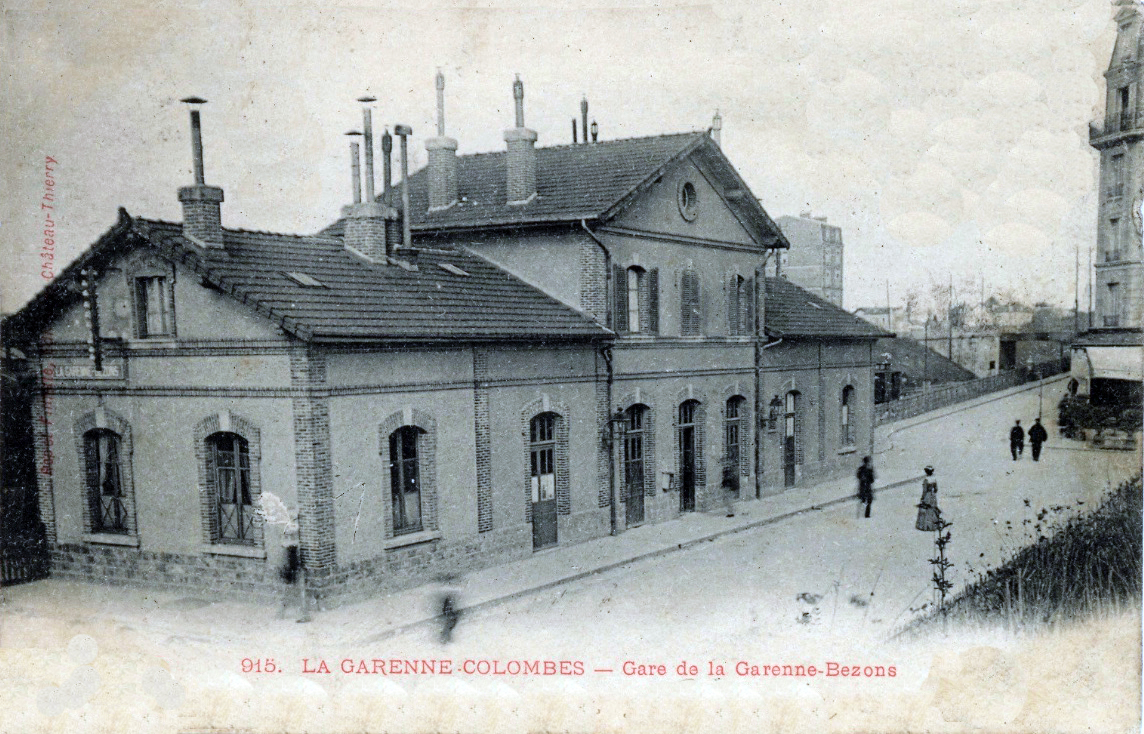
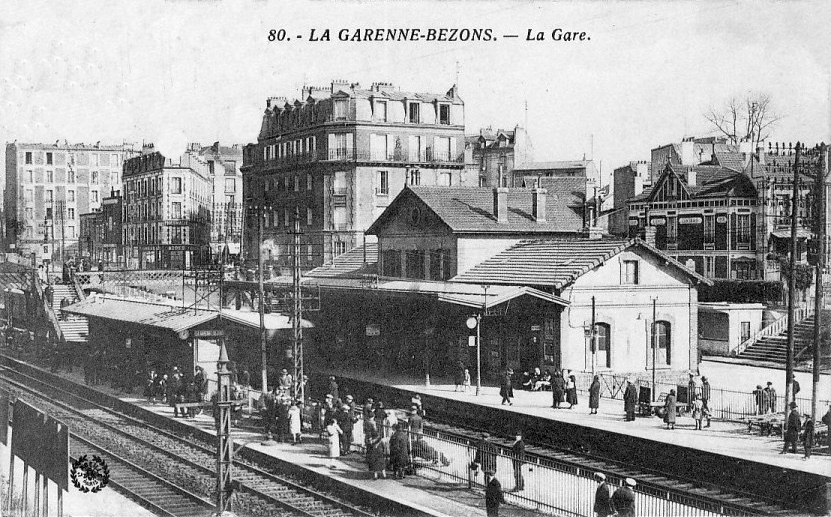
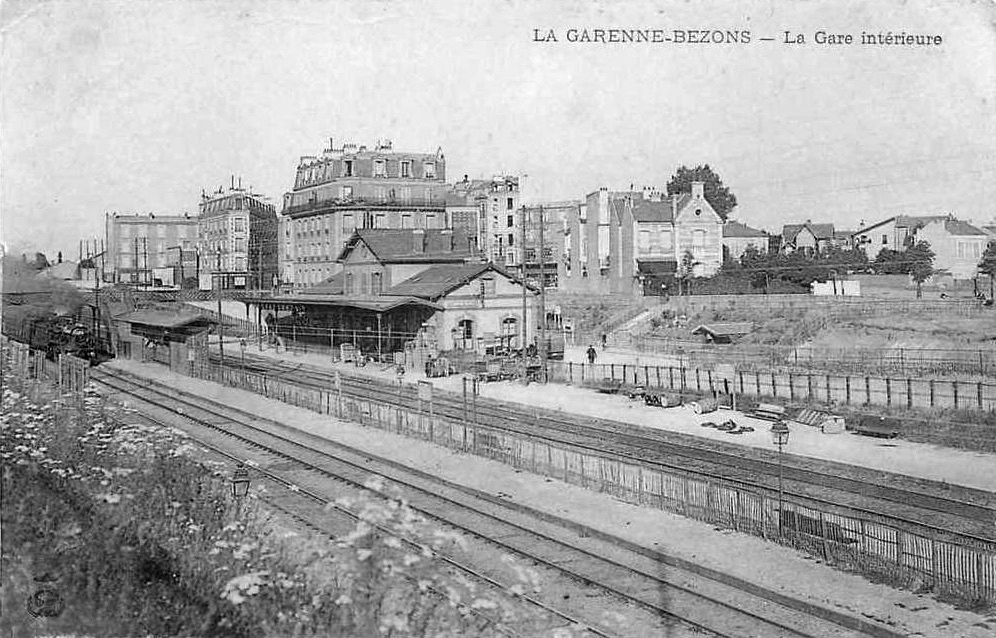

Au début des années 1960, les conseillers généraux Henri Neveu, Roger Guérin, Raymond Barbet et Waldeck L'Huillier reprennent les suppliques des habitants de Colombes et de La Garenne-Colombes concernant la gare. La demande est une « modernisation de la gare (...) qui rappelle, de par ses dispositions, l'époque 1900, avec toutes ses incommodités » alors que sa fréquentation en nombre de voyageurs a été multipliée par plus de dix. La SNCF répond que par nécessité budgétaire elle n'entreprend « que les travaux de modernisation strictement nécessaires pour faire face aux situations les plus critiques créées par les impératifs du trafic sur sa banlieue », ce qui ne concerne pas cette gare. En 1961, le conseiller général Fabbi interpelle, par écrit, la SNCF pour obtenir une modification du nom de la gare de Gare de La Garenne-Bezons en Gare de La Garenne-Colombes. Il argumente sur le fait que ce nom a été donné à la gare il y a près d'un siècle et que la gare est située à la limite territoriale des communes de La Garenne-Colombes et de Colombes. Après un premier refus de la SNCF, il insiste en 1962 en indiquant notamment qu'il existe au moins une inscription de ce type sur le territoire de la gare et qu'il n'y a pas de risque de confusion avec les gares de Colombes ni de Bois-Colombes puisqu'elles ne sont pas sur la même ligne. La SNCF refuse toujours car cela ne peut que provoquer des confusions dans les gares de départ de province.
Elle est renommée « Gare de La Garenne-Colombes » en septembre 1985.

### Gare de La Garenne-Colombes
Pour rejoindre le quai central, une première passerelle était utilisée, située entre le bâtiment voyageurs et le pont du Commerce, jusque dans les années 1990. La passerelle est alors remplacée par une passerelle plus moderne, pourvue d'ascenseurs et escalators, située entre le bâtiment voyageurs et le pont de Charlebourg.
À partir des années 2000, l'accès aux quais et à la passerelle est contrôlé par des portillons d'accès dont l'ouverture est conditionnée à la présentation d'une carte Navigo incluant la zone 3 ou à l'introduction d'un billet origine-destination ayant pour départ ou arrivée La Garenne-Colombes.
En 2009, le nombre de voyageurs entrants par jour ouvrable de base est de 8 901, avec 210 trains quotidiens. La passerelle permettant de rejoindre les quais est saturée en 2009, et le quai dans la direction de Saint-Lazare est proche de ses capacités maximales. Cette même année, avant la mise en correspondance avec le tramway T2, pour rejoindre la gare, 81 % des usagers se déplaçaient à pied, 15 % en bus et 3 % en voiture ou sur un deux roues.
En 2011, le « plan immédiat de modernisation pour l'amélioration de la qualité Transilien » (IMPAQT 2011), rend la gare prioritaire afin de réaliser des travaux concernant « l'élargissement de la passerelle et l'ajout de circulations verticales d'accès aux quais A et B », d'une part, et « la redéfinition des accès pour permettre de développer la correspondance avec le T2 », d'autre part.

Vues de la gare
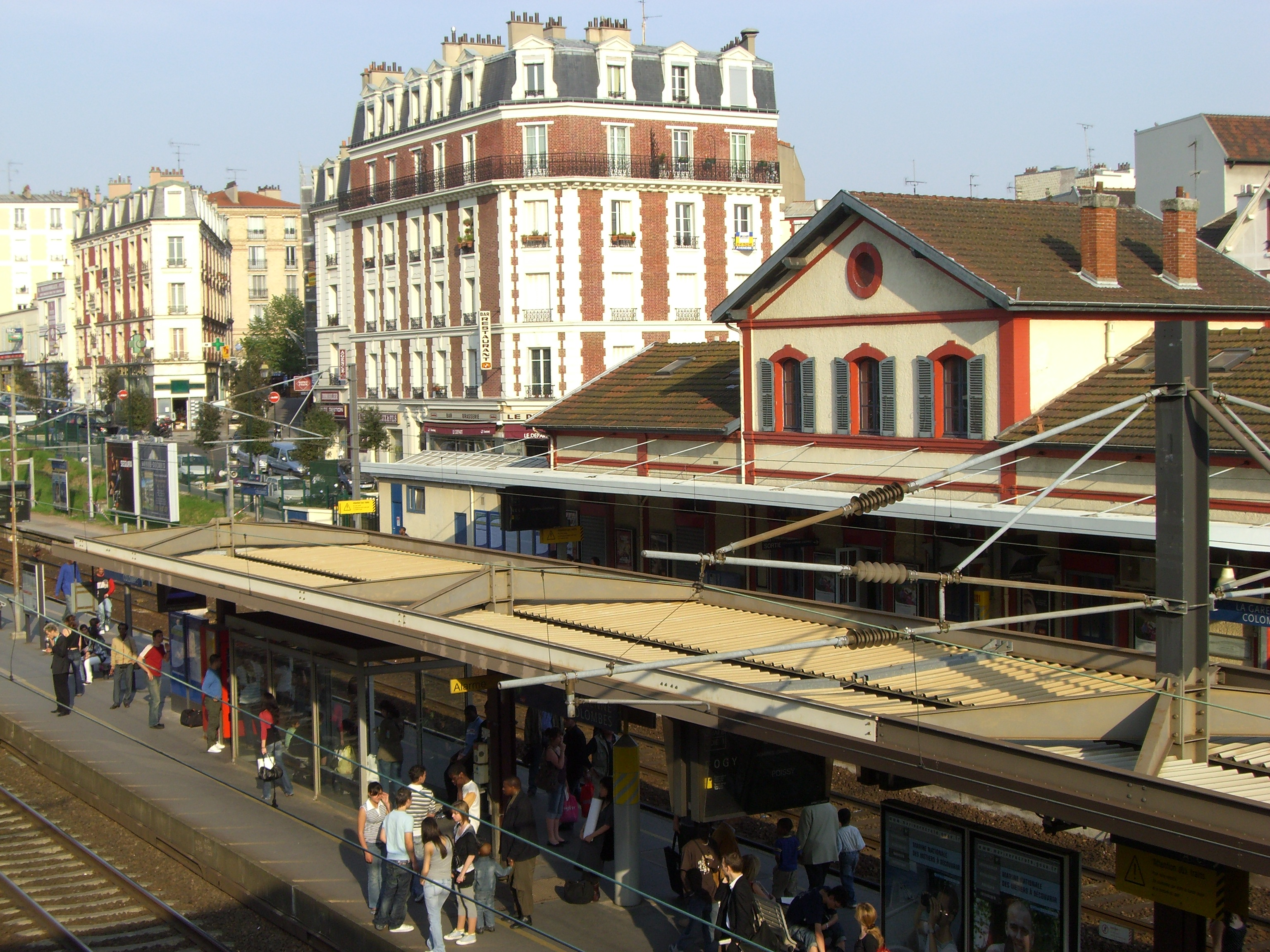
En 2007.
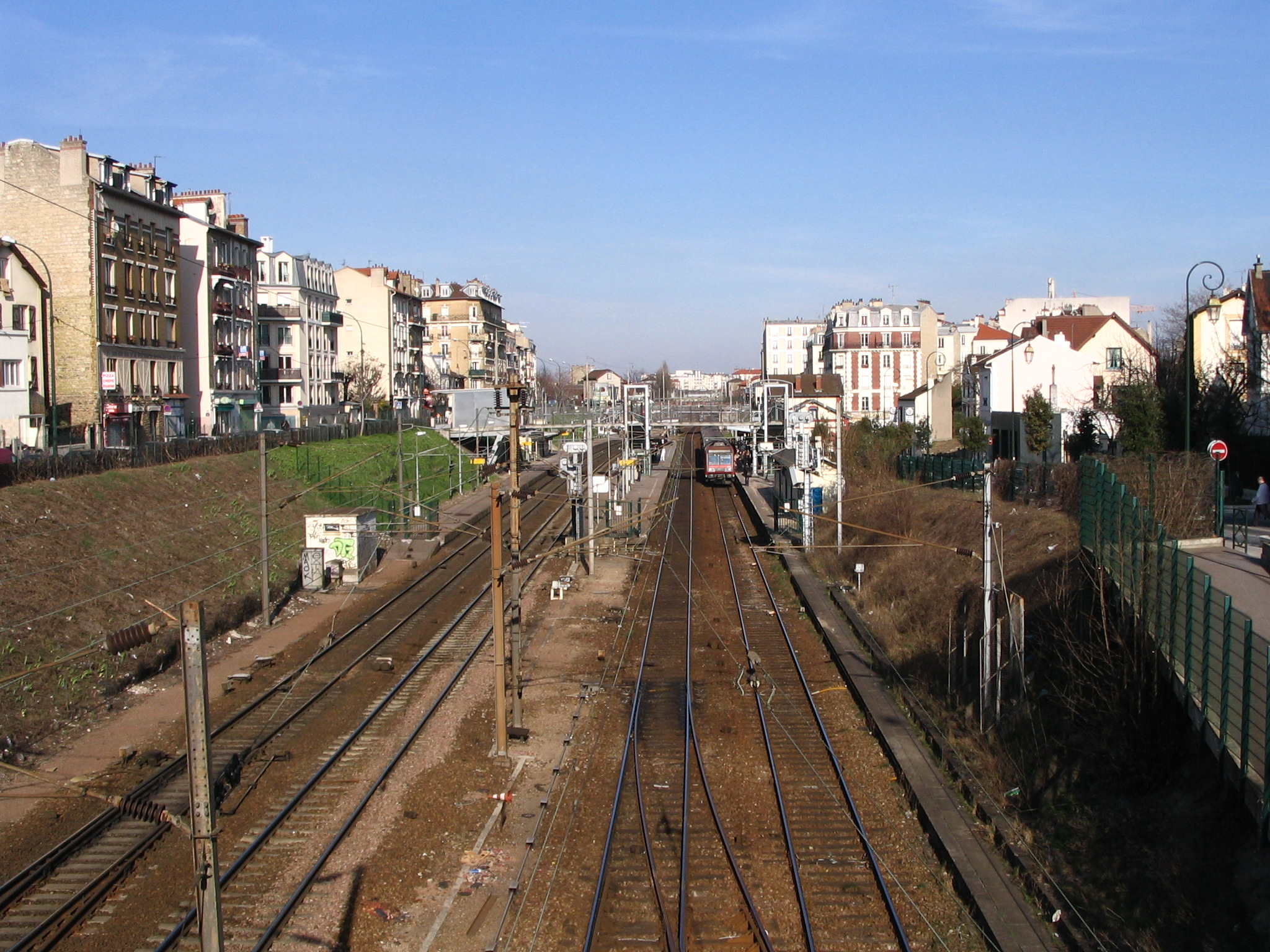
En 2009.
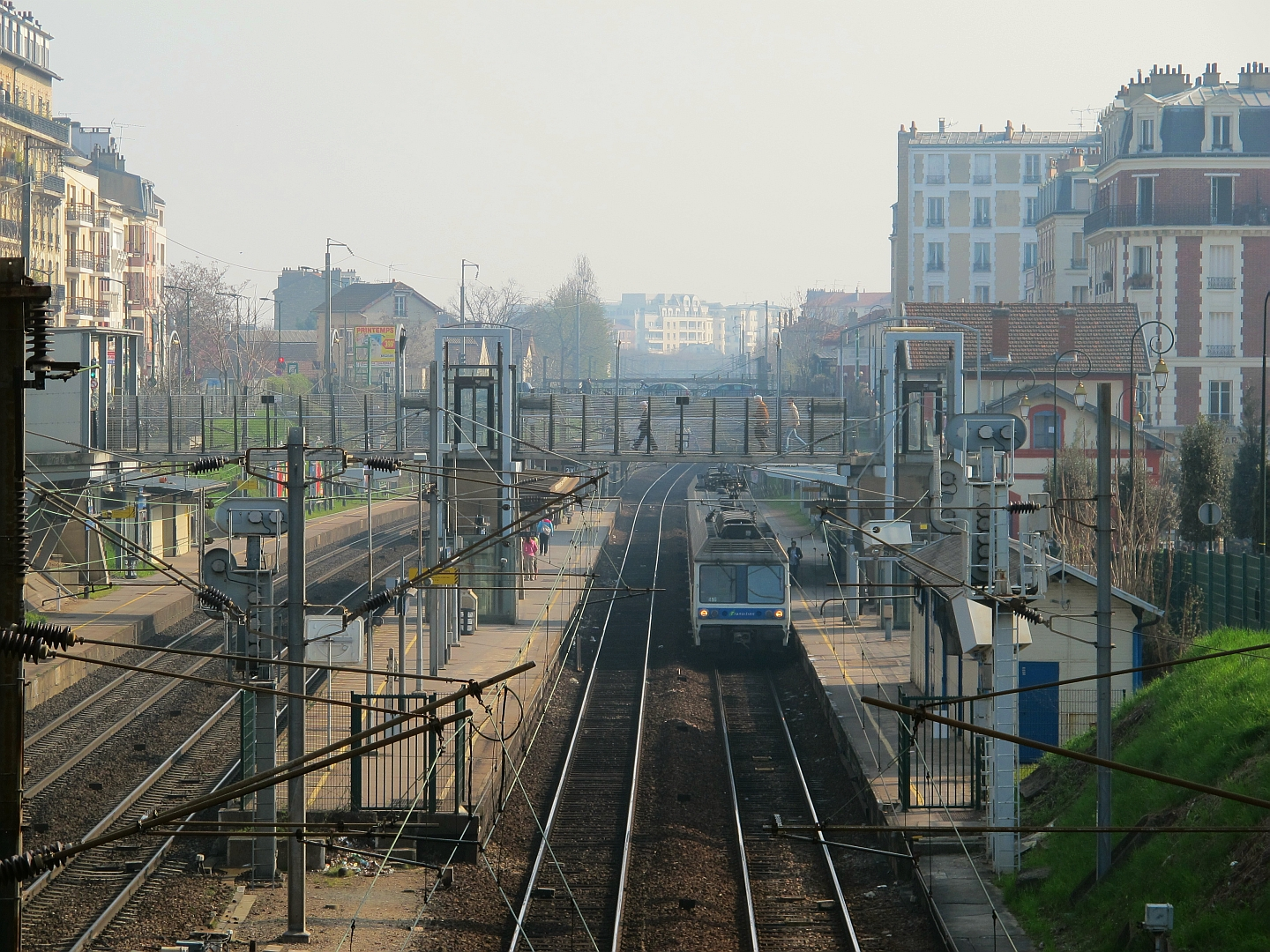
En 2012.

En 2012, les trains en direction de Mantes-la-Jolie ne s'y arrêtent plus et la ligne est principalement exploitée de Paris-Saint-Lazare à Nanterre-Université. Pendant le « Service Grande Nuit » (ligne fonctionnant 24h/24 certains soirs de l'année, notamment pour le Nouvel An, la Nuit blanche ou la Fête de la musique), les trains à destination de Mantes-la-Jolie marquent leur premier arrêt depuis Saint-Lazare dans cette gare.
En 2013, le schéma directeur d'accessibilité (SDA) Île-de-France permet l'adaptation de la hauteur des quais desservant les voies du groupe III, afin de les rendre accessibles aux personnes à mobilité réduite (quais à hauteur du plancher des rames Francilien) et d'autre travaux pour simplifier et sécuriser les cheminements. En 2014, les chantiers de rénovations de la gare se poursuivent, avec : en juillet l'aménagement du guichet et d'une salle d'attente, en septembre l'installation et la mise en service d'une nouvelle passerelle et de deux nouveaux ascenseurs, à la fin de l'année le ravalement et la rénovation des façades du bâtiment voyageurs. La gare est déclarée accessible en 2015.

## Fréquentation
De 2015 à 2022, selon les estimations de la SNCF, la fréquentation annuelle de la gare s'élève aux nombres indiqués dans le tableau ci-dessous.
| Année     | 2015      | 2016      | 2017      | 2018      | 2019      | 2020      | 2021      | 2022      | 2023      |
| --------- | --------- | --------- | --------- | --------- | --------- | --------- | --------- | --------- | --------- |
| Voyageurs | 3 995 177 | 4 073 202 | 4 128 855 | 4 106 443 | 4 101 287 | 1 963 825 | 3 919 745 | 4 891 934 | 4 502 515 |

## Service des voyageurs

### Accueil
Située, 8 rue de l'arrivée et accessible par la rue Pierre Brossolette, c'est une gare SNCF Transilien dont les quais sont ouverts de 4 h 40 à 1 h 30 et la gare de 6 h 40 à 20 h 30. Elle dispose d'un guichet ouvert les lundi et vendredi de 16 h 30 à 19 h 30. Elle est équipée d'automates Grandes lignes et Transilien. Elle dispose d'un espace d'attente connecté Work & Station ouvert aux mêmes horaires que la gare. C'est une gare accessible aux personnes à la mobilité réduite, elle dispose notamment d'ascenseurs,.

### Desserte
La gare est desservie par les trains du réseau Paris Saint-Lazare du Transilien. La desserte est d'un train toutes les dix minutes, sauf en soirée où elle est d'un train toutes les quinze minutes.
Les trains s'arrêtant à La Garenne-Colombes sont tous omnibus entre Cergy-le-Haut (sauf en contre-pointe où ils sautent Maisons-Laffitte), Maisons-Laffitte, Nanterre-Université et Paris-Saint-Lazare, sauf en été où les trains sont directs entre Bécon-les-Bruyères et Paris-Saint-Lazare.

Installations et desserte
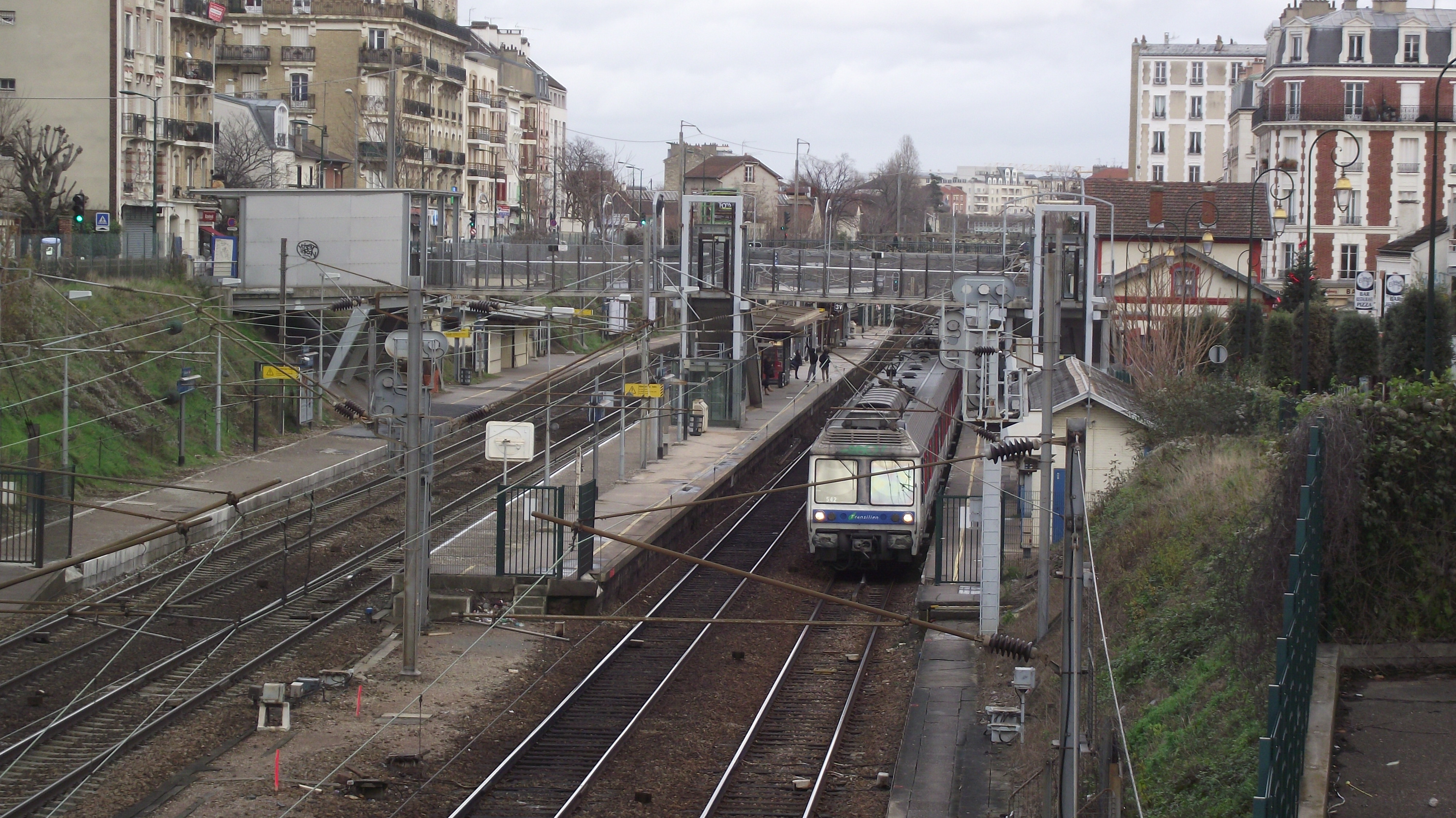
En 2012.
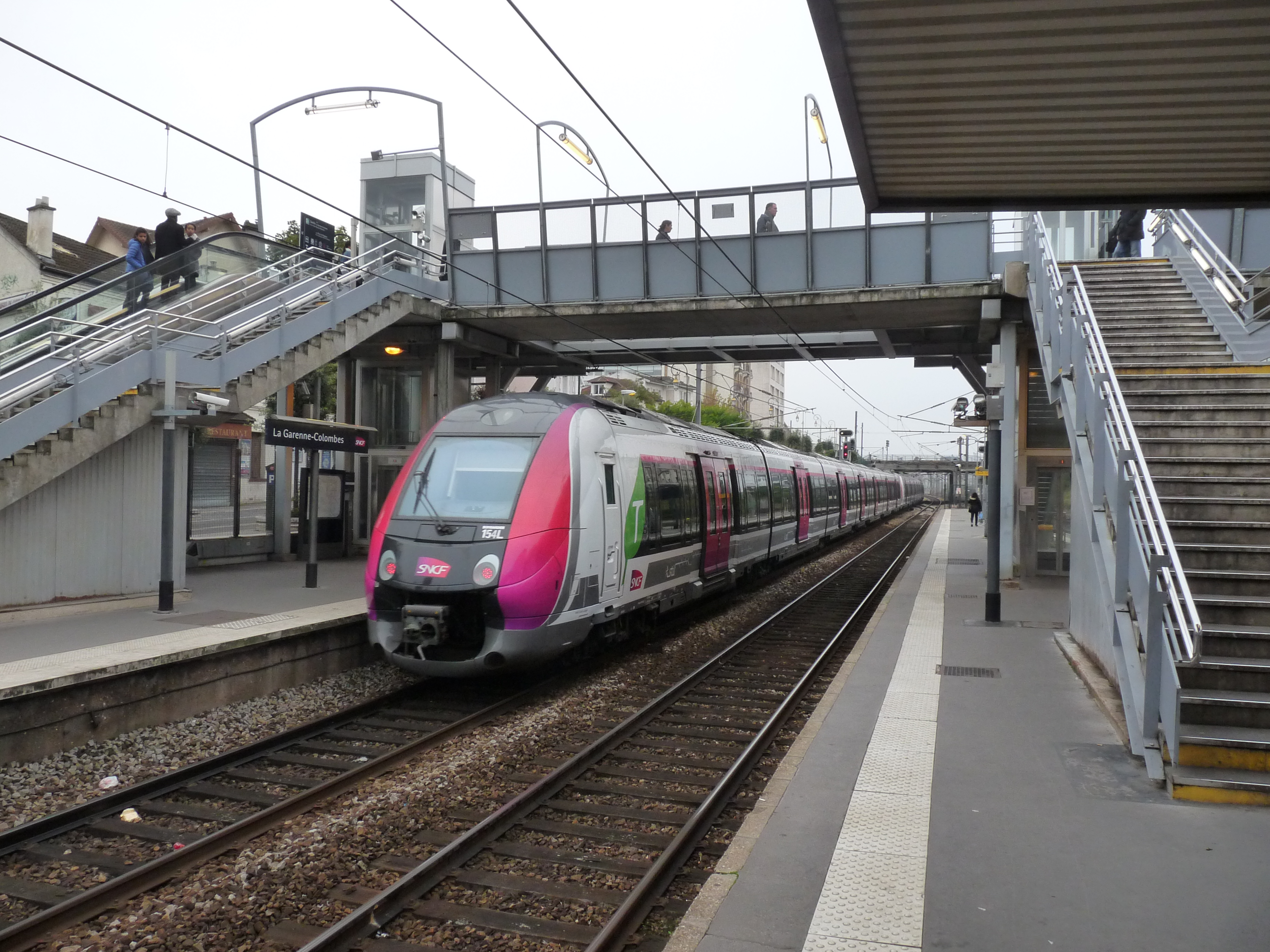
En 2016.
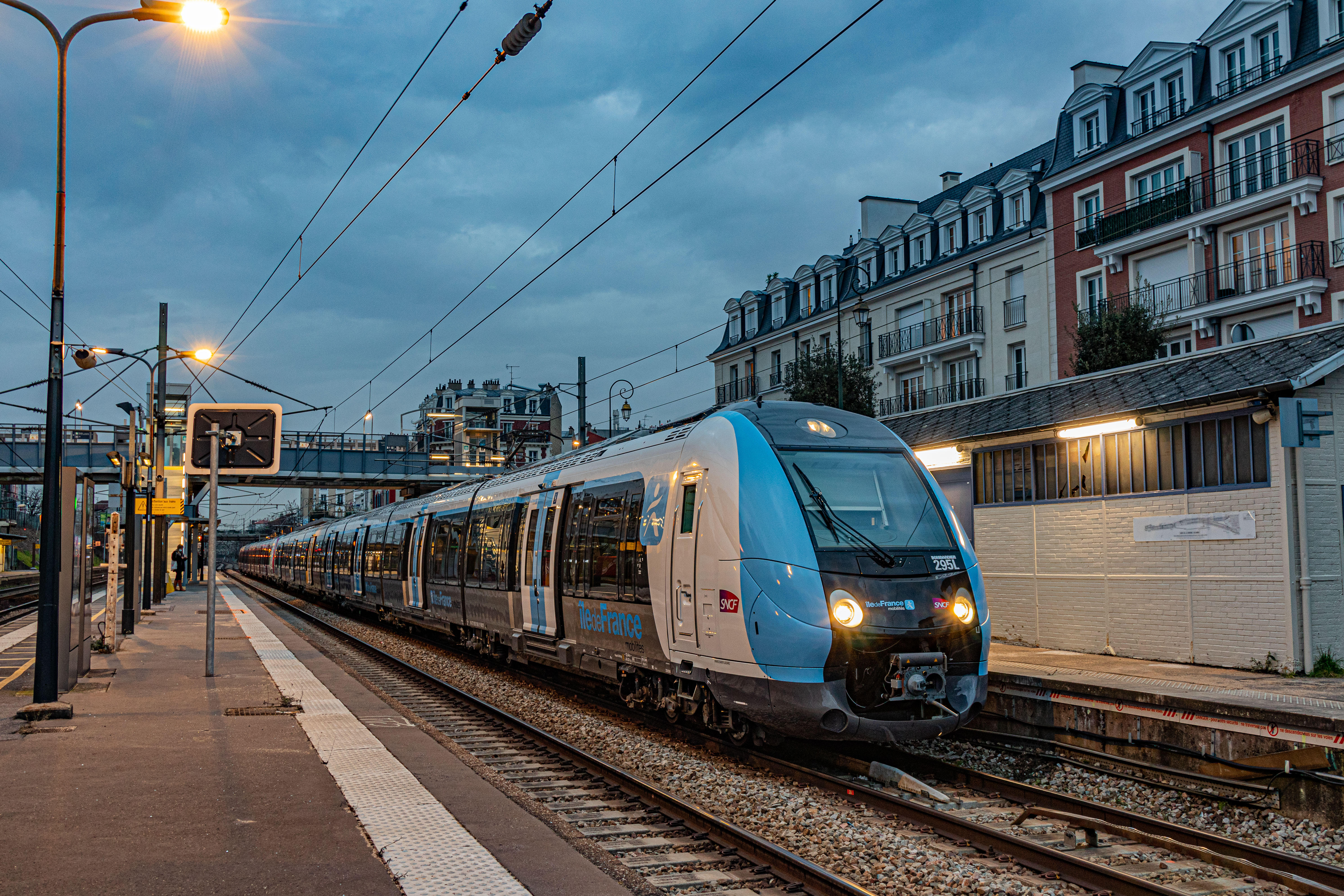
En 2021.

### Intermodalité
Au-delà des places régulières de stationnement le long des trottoirs, la gare dispose d'un parking public de huit places ainsi que d'un parking couvert pour vélos près du bâtiment voyageurs.
Elle est desservie par des transports en commun routiers : aux arrêts Gare de La Garenne-Colombes et Charlebourg : par des bus des lignes 73, 163,  176, et 363 du réseau de bus RATP et par des bus de la ligne N24 du réseau Noctilien ; à l'arrêt Gare de La Garenne-Colombes uniquement : par des bus de la ligne N152 du réseau Noctilien
La gare est en connexion distante avec la ligne 2 du tramway à la station Charlebourg, située sur la place de Belgique. Pour effectuer la liaison entre la gare Transilien et la station de tramway, les voyageurs doivent remonter la rue de l'Arrivée sur 150 mètres environ jusqu'au pont de Charlebourg, à côté duquel se trouve la station Charlebourg du tramway T2. La ligne 2 du tramway joint le pont de Bezons à la porte de Versailles (15e arrondissement de Paris) en desservant notamment La Défense, le parc de Saint-Cloud, le musée national de Céramique, l'Aquaboulevard et le parc des expositions de la porte de Versailles. Sur cette ligne, Charlebourg est à trois stations au nord de La Défense, et à quatre stations du terminus Pont de Bezons.

## Patrimoine ferroviaire
Le bâtiment voyageurs d'origine, toujours utilisé pour le service ferroviaire, en brique et enduit avec une toiture en tuile plate mécanique, et l'ancienne passerelle.

Le bâtiment voyageurs d'origine
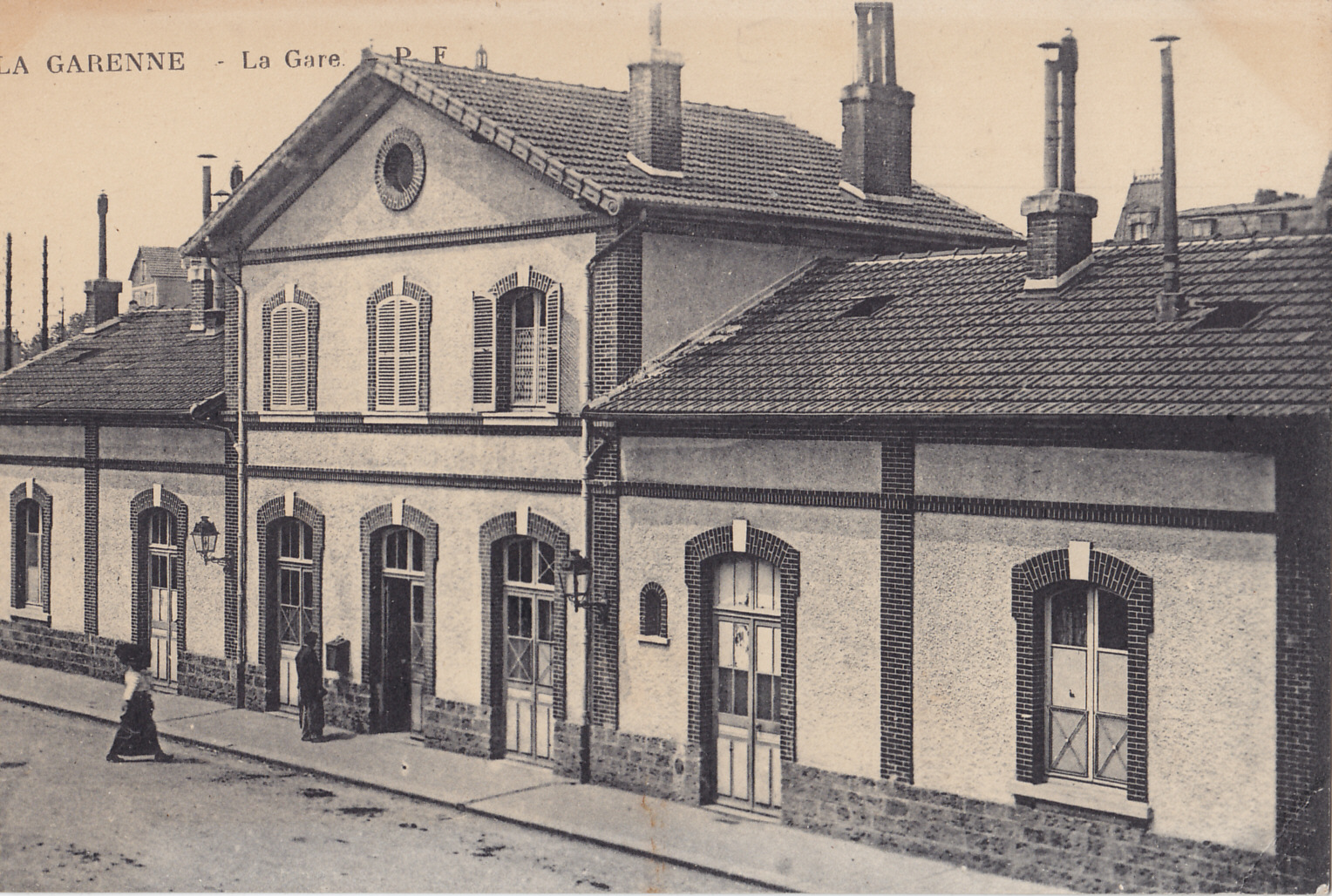
Vers 1900-1910.
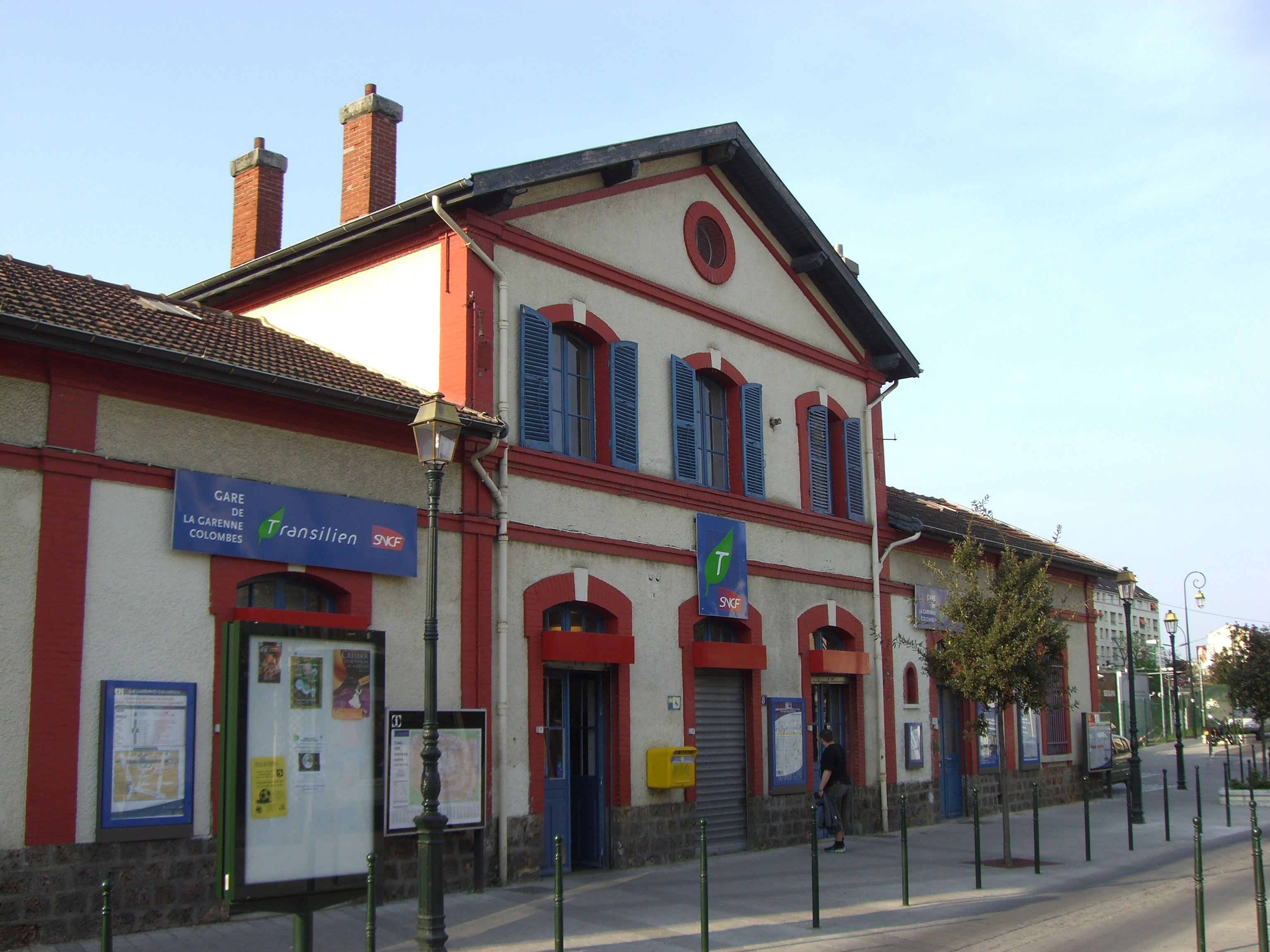
En 2007.
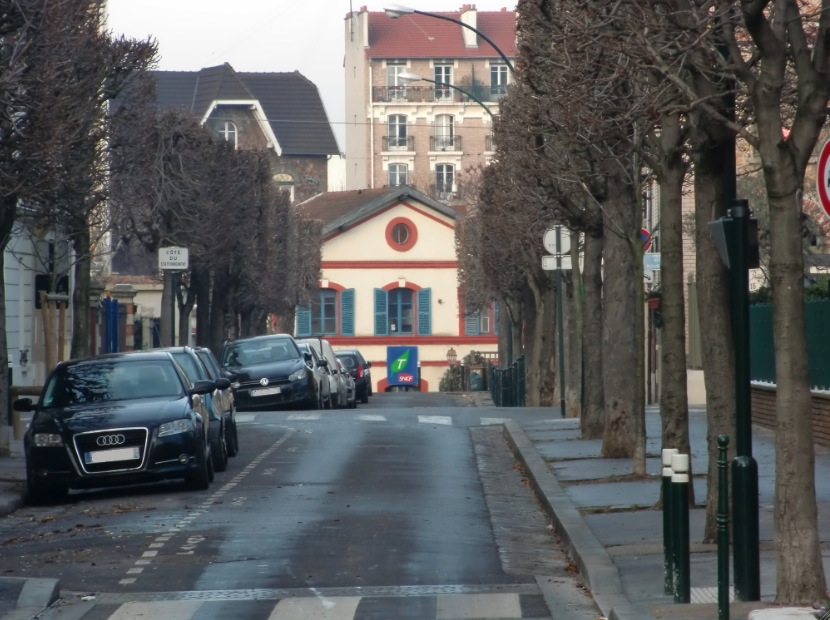
En 2010.

## Projet abandonné: station du métro du Grand Paris
Dans le cadre du projet de métro automatique Arc Express envisagé dans la seconde moitié des années 2000, la gare SNCF devait être mise en correspondance avec une station de métro de la ligne nouvelle,. Dans le cadre des travaux de cette nouvelle correspondance métro, les études liées aux projets antérieurs de métro à La Garenne-Colombes prévoyaient que le bâtiment voyageurs actuel serait détruit puis reconstruit.
Le projet de Grand Paris Express, présenté en 2013 et actuellement en cours de réalisation, prévoit plutôt une correspondance entre le Transilien L et la ligne 15 (héritière de Arc Express) à la gare de Bécon-les-Bruyères, et non pas à la gare de La Garenne-Colombes.